# ダミール・カーリマン
ダミル・カフリマン（セルビア語: Дамир Кахриман、英語: Damir Kahriman、1984年7月11日 - ）は、セルビアのサッカー選手。ポジションはゴールキーパー。

## 経歴
FKスロボダ・ウジツェユースから昇格しプロデビュー。FKゼムン、FKヤヴォル・イヴァニツァから移籍したFKヴォイヴォディナ・ノヴィ・サドで活躍するとトルコのコンヤスポルに移籍したが出場機会を得られずセルビアに帰国した。FKヤヴォル・イヴァニツァ、FKラド・ベオグラードを経てウクライナのSCタフリヤ・シンフェロポリで77試合に出場、セルビアの名門レッドスター・ベオグラードでも47試合に出場するとギリシャに渡りイラクリス・テッサロニキFCとPASラミア1964に在籍した後FKラド・ベオグラードに復帰した。
2008年2月6日には親善試合・マケドニア戦に後半から出場しセルビア代表デビューを果たしている。

## タイトル

### クラブ
レッドスター・ベオグラード
- スーペルリーガ : 2015-16, 2017-18

### 個人
セルビアサッカー協会
- セルビア・スーペルリーガベストイレブン(GK) : 2015-16